# Jimmy Foster
James „Jimmy“ Foster (* 13. September 1905 in Glasgow, Vereinigtes Königreich; † 4. Januar 1969 in Winnipeg, Manitoba, Kanada) war ein britischer Eishockeytorwart, der unter anderem 1936 mit seinem Land Olympiasieger wurde.

## Karriere
Jimmy Foster begann seine Karriere als Eishockeyspieler in Kanada, wo er an der University of Manitoba studierte. Später schloss er sich den Moncton Hawks an, mit denen er in den Jahren 1933 und 1934 jeweils den Allan Cup, den kanadischen Amateurmeistertitel, gewann. Im Jahr 1935 kehrte er in seine britische Heimat zurück und spielte dort zunächst für die Richmond Hawks in der English National League. Von 1936 bis 1939 stand er bei den Harringay Greyhounds zwischen den Pfosten. Im Jahr 1940 kehrte der Torwart nach Kanada zurück und spielte dort für die Glace Bay Miners und As de Québec.

### International
Für Großbritannien nahm Foster an den Weltmeisterschaften 1937, 1938 und 1939 teil. Zudem vertrat er sein Land bei den Olympischen Winterspielen 1936 in Garmisch-Partenkirchen, bei denen er mit seiner Mannschaft die Goldmedaille gewann. Das Turnier wurde zudem als Welt- und Europameisterschaft gewertet, weshalb er mit seiner Mannschaft diese Titel ebenfalls gewann. 1950 wurde er in die British Ice Hockey Hall of Fame aufgenommen. Dem Großteil der Olympiasieger-Mannschaft von 1936 wurde erst 1993 diese Ehre zuteil.
Über 50 Jahre nach seinem Tode wurde er im Jahre 2023 in die IIHF Hall of Fame aufgenommen.

## Erfolge und Auszeichnungen
- 1933 Allan-Cup-Gewinn mit den Moncton Hawks
- 1934 Allan-Cup-Gewinn mit den Moncton Hawks
- 1936 Goldmedaille bei den Olympischen Winterspielen
- 1937 Silbermedaille bei der Weltmeisterschaft
- 1938 Silbermedaille bei der Weltmeisterschaft
- 1950 Aufnahme in die British Ice Hockey Hall of Fame
- 2023 Aufnahme in die IIHF Hall of Fame